# Kabdebó Gyula
Kabdebó Gyula (Budapest, 1874. február 9. – Budapest, 1926. november 8.) magyar építész, művészeti szakíró, a századfordulós Budapest egyik várospolitikai szakértője.

## Életrajza
A budapesti műegyetemen tanult. A főváros szolgálatában vezette az 1910–1912. évi iskola- és kislakásépítési tervet.
Szerkesztője volt Czigler Győzővel közösen Az építészet története (Bp., 1903-tól) című műnek. Számos építészettörténeti tanulmánya jelent meg (A reneszánsz-építés kezdete Magyarországon; A gyulafehérvári székesegyház stb.). Sírja a Fiumei úti sírkertben található.

## Fontosabb művei
- Az építészet története, 1-3.; Nagel, Bp., 1907 (Építő Munkavezetők Könyvtára)
- A szobrászat története; Nagel, Bp., 1909 (Építő Munkavezetők Könyvtára)
- Helyreállított műemlékeink (1–4. sorozat, Bp., 1909–1911)
- A Gyulafehérvári székesegyház; Pátria Nyomdai R. T., Bp., 1911
- Budapest székesfőváros kislakás és iskola építkezései; Pátria Ny., Bp., 1913 (A Magyar Építőművészet külön füzete)